# Cedar River
Ne doit pas être confondu avec Cedar (rivière) ou Cedar River National Grassland.
Cedar River est une rivière de l'État de Washington aux États-Unis. D'environ 72 km de long, elle prend sa source dans la chaîne des Cascades et coule généralement vers l'ouest et le nord-ouest, se jetant dans l'extrémité sud du lac Washington. Son bassin versant supérieur est une aire protégée qui fournit de l'eau potable à la grande région de Seattle.
La Cedar River se jette dans puget Sound, via le lac Washington et le canal maritime du lac Washington.

## Cours

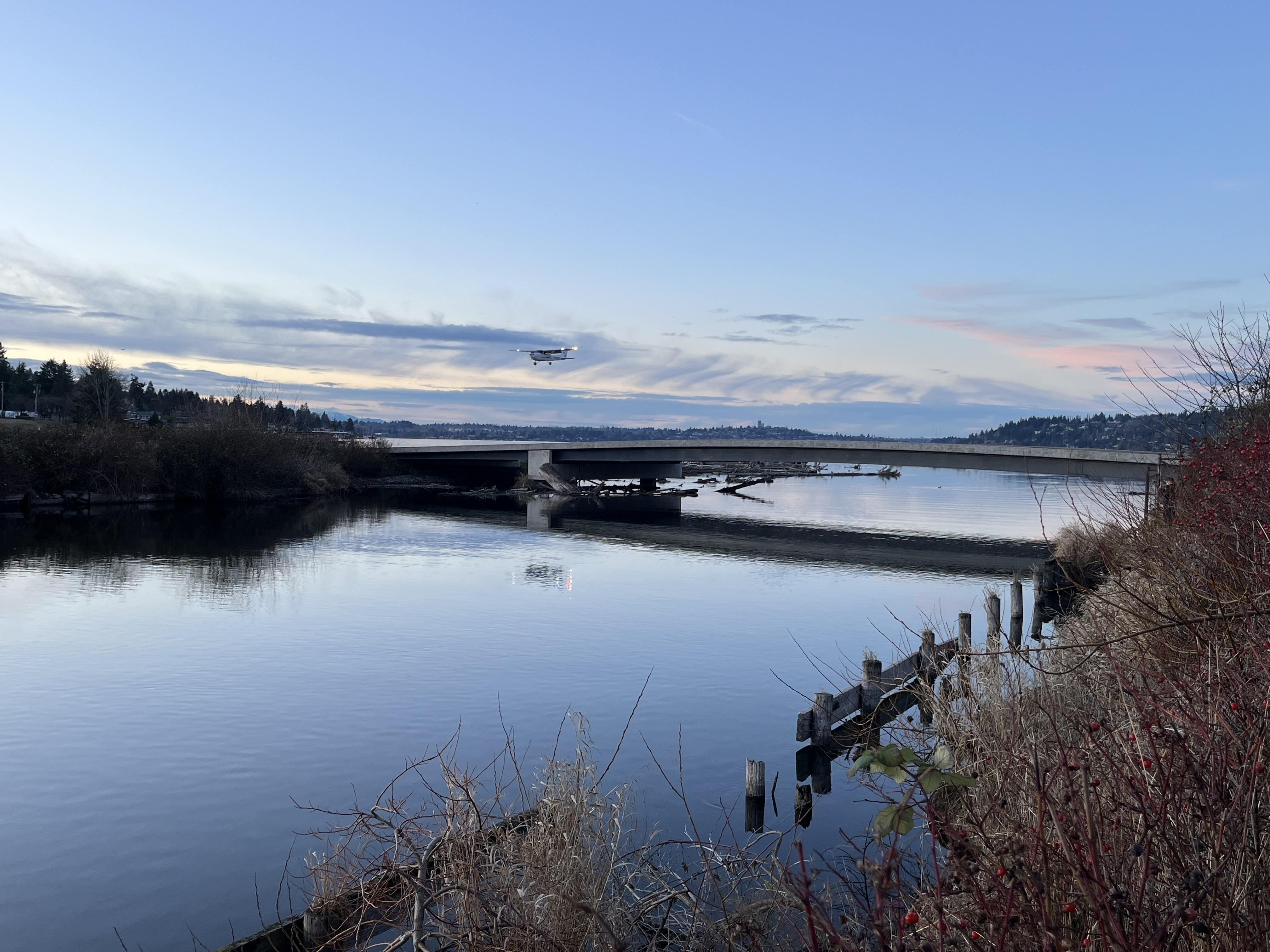
Embouchure de la Cedar River, à l'endroit où elle se jette dans le lac Washington.

La Cedar River prend sa source dans la chaîne des Cascades près d’Abiel Peak, de Meadow Mountain et de Yakima Pass, le long de la ligne de comté de King et Kittitas. Plusieurs cours d’eau d’amont se rejoignent dans les hautes montagnes alimentées par le ruissellement glaciaire, puis la Cedar River coule généralement vers l’ouest. Il est retenu dans le lac Chester Morse, un lac naturel qui a été endigué en 1900 pour être utilisé comme réservoir de stockage d’eau. La Rex River rejoint le Cedar dans le lac Chester Morse, tout comme les deux fourches de la rivière Cedar, les fourches nord et sud. 
Au-dessous du lac Chester Morse, la Cedar River coule à travers un lac plus petit appelé Masonry Pool. Sous Masonry Pool, la Cedar river coule par deux anciens sites ferroviaires, Bagley Junction et Trude. La rivière sort ensuite du bassin versant de la Ceda River à Landsburg où les pipelines acheminent l’eau vers la région de Seattle.
Sous la région du bassin versant de la Cedar River, la rivière coule vers l’ouest et le nord, après les villes de Maple Valley et Renton. À Renton, la Cedar River se jette dans l’extrémité sud du lac Washington. Ses eaux finissent par entrer dans Puget Sound par le canal maritime du lac Washington. 

## Modification et gestion de la rivière
Le bassin versant supérieur de la Cedar River est une zone protégée appelée bassin versant municipal de la Cedar River. D’une superficie d’environ 90 000 acres (364 km²), il appartient à la ville de Seattle. Le bassin versant de la Cedar River fournit de l’eau potable à 1,4 million de personnes dans la grande région de Seattle. Environ les deux tiers du comté de King utilisent l’eau du bassin versant de la Cedar River, soit plus de 100 millions de gallons américains (380 000m3) par jour. Les réservoirs et l’infrastructure pipelinière sont détenus et exploités par Seattle Public Utilities. L’accès du public est restreint et la zone est gérée comme une nature sauvage afin de protéger la qualité de l’eau. 
Le lac Chester Morse est le principal réservoir de stockage du bassin versant de la Cedar River. Les pipelines acheminent l’eau vers la région de Seattle à partir de Landsburg, à l’extrémité ouest de la zone protégée du bassin versant.
Avant 1912, la Cedar River ne se jenait pas dans le lac Washington, mais plutôt dans la Black River. La Black River drainait l’extrémité sud du lac Washington, coulant vers le sud puis l’ouest pour rejoindre la Green River. Le confluent noir-vert a créé la Duwamish River qui s’est déversée dans la baie Elliott. En 1911, il y a eu une inondation majeure le long de la Cedar River inférieure. Cela a incité la ville de Renton à faire un canal de dérivation afin que la Cedar River se jette dans le lac Washington au lieu de la Black River. Le détournement a été achevé en 1912. L’eau de la Cedar River, via le lac Washington, s’est finalement défiltrée dans la Black River, la Duwamish river et dans la baie Elliott. 
En 1916, le Montlake Cut du canal Ship au lac Washington a été achevé, reliant le lac Washington et le lac Union. Le niveau d’eau du lac Washington a chuté de 2,7 m (8,8 pieds) au niveau du lac Union. En conséquence, la décharge du lac Washington est devenue le canal maritime au lieu de la Black River. La Black River s’est asséchée et n’existe plus. aujourd’hui, l’eau de la Cedar River pénètre dans le lac Washington et passe ensuite par le canal Ship jusqu’à Puget Sound, plutôt que dans la baie Elliott par la Duwamish River. Les poissons anadromes, comme le saumon qui avait l’habitude de migrer vers le haut de la Duwamish River et de la Black River pour atteindre la Cedar River, migrent maintenant par le canal Ship et le lac Washington.
La partie supérieure de la Cedar River traverse une région d’écoulement glaciaire profond et poreux. Une grande quantité d’eau s’infiltre dans le sol, formant un aquifère. La majeure partie de cette eau souterraine finit par revenir à la surface sous forme de sources se jetant principalement dans la Cedar River ainsi que dans la Snoqualmie River et le Rattlesnake River. Ce processus agit comme une sorte de système naturel de filtration de l’eau. En conséquence, la Cedar River est l’une des rares rivières aux États-Unis utilisée pour l’eau potable sans nécessiter de filtration spécialement fabriquée. 
Juste au sud du bassin versant de la Cedar River se trouve une aire protégée similaire utilisée pour l’eau potable : le bassin versant de la Green River, qui fournit de l’eau à la grande région de Tacoma. 
Le bassin versant dispose également d’un centre d’éducation où les visiteurs peuvent en apprendre davantage sur les problèmes liés à l’eau potable, à la forêt et à la faune de la région. 

## Questions environnementales
La rivière a des problèmes avec les espèces envahissantes, l’érosion et la pollution des propriétés adjacentes et du ruissellement. En 1996, l'association "The Friends of the Cedar River Watershed" ont été formés pour organiser la participation communautaire à la protection de la rivière et de ses affluents. L’organisation s’est concentrée sur l’éducation et la restauration écologique. Les trois principaux programmes gérés par "The Friends of the Cedar River Watershed" étaient le "Cedar River Salmon Journey", la restauration bénévole de l’habitat et l’intendance en action. L’organisation a été dissoute en 2015 et ses programmes ont été absorbés par d’autres entités pour poursuivre le travail de plaidoyer et d’éducation.

## Histoire
Les efforts pour utiliser la Cedar River comme source d’eau ont commencé dans les années 1890. Un barrage a été construit à Landsburg et l’eau a été détournée dans un pipeline de 29 milles (47 km). Le pipeline a envoyé de l’eau aux réservoirs Volunteer Park et Lincoln de Seattle sur Capitol Hill. Les premières livraisons ont eu lieu en 1901. Un deuxième pipeline a été construit en 1909 et un troisième en 1923. 
Un autre réservoir a été construit au début des années 1900 par la ville de Seattle sur un ancien lit de lac glaciaire. La ville a construit un barrage en béton de quatre-vingt-dix pieds et a utilisé le substrat rocheux à l’ouest et une moraine glaciaire à l’est comme barrières naturelles. Le réservoir était connu sous le nom de Cedar Reservoir et était alimenté par le drainage de la Cedar River. Entre 12 h et 2 h du matin le 23 décembre 1918, une grande partie du Cedar Reservoir s’est échouée et a déversé entre 800 000 et 2 000 000 verges cubes d’eau. Le déversement coulait dans la vallée de Boxley Creek, détruisant la ville d’Edgewick, les scieries (appartenant à la North Bend Lumber Company) et des parties du Milwaukee Railroad. La rupture ne s’est pas produite au barrage, mais à 6 000 pieds du côté de la moraine du réservoir. Les débits initiaux ont été estimés entre 3 000 et 20 000 pieds de seconde. 
En 1899, la ville de Seattle avait acquis la propriété de la majeure partie du bassin versant de la River Cedar. Certaines terres sont restées des propriétés privées, principalement par des sociétés forestières et des scieries. Avant 1924, de grandes sections de la forêt étaient coupées pour le bois. Les feux de forêt ont brûlé plus de forêts à la suite des opérations d’exploitation forestière. En 1924, la ville de Seattle a commencé le processus de gestion du bassin versant de la Cedar River avec un plan visant à assurer la qualité de l’eau pour l’avenir. L’exploitation forestière s’est poursuivie, mais les méthodes ont été de plus en plus réglementées et les précautions contre les incendies renforcées. L’accord de coopération de 1962 de la Cedar River Watershed Cooperative Agreement a lancé le processus de transfert des terres privées restantes à la ville de Seattle. En 1996, le Service des forêts des États-Unis a cédé ses terres dans le bassin versant à Seattle. Par conséquent, la ville est l’unique propriétaire de la zone du bassin versant de la Cedar River de la partie supérieure de la Cedar River. 

### Histoire naturelle
En raison de l’exploitation forestière au début du 20e siècle, seulement environ 17%, ou 14 000 acres (57 km²), du bassin versant de la rivière Cedar se compose de forêts anciennes. La majorité de la forêt qui subsiste aujourd’hui est une forêt de deuxième croissance. 
Le bassin versant de la Cedar River offre un habitat à une variété d’animaux sauvages. La rivière fournit un habitat aux poissons anadromes, y compris le saumon quinnat, le saumon coho, le saumon rouge et la truite arc-en-ciel. La déforestation et l’érosion associée au début du 20e siècle ont entraîné une dégradation de l’habitat de la faune. À partir de la fin du 20e siècle, des efforts ont commencé à être faits pour protéger et restaurer la rivière et son bassin versant. Les montaisons de saumon ont été un sujet de préoccupation majeur, avec des travaux en cours pour recréer des canaux de frai, des zones d’habitat du saumon appropriées et des échelles à poissons.

## Source
- (en) Cet article est partiellement ou en totalité issu de l’article de Wikipédia en anglais intitulé « Cedar River (Washington) » (voir la liste des auteurs).